# Saint-Germain-d'Étables
Saint-Germain-d'Étables là một xã thuộc tỉnh Seine-Maritime trong vùng Normandie miền bắc nước Pháp.

### Huy hiệu
| Arms of Saint-Germain-d'Étables | The arms of Saint-Germain-d'Étables are blazoned: Or, fretty gules, on an inescutcheon azure a lion and in chief 2 escallops argent. |

## Dân số
| 1962                                            | 1968 | 1975 | 1982 | 1990 | 1999 | 2006 |
| ----------------------------------------------- | ---- | ---- | ---- | ---- | ---- | ---- |
| 163                                             | 175  | 172  | 241  | 324  | 298  | 364  |
| Starting in 1962: Population without duplicates |      |      |      |      |      |      |